# 宜城街道 (宜兴市)
宜城街道，是中华人民共和国江苏省无锡市宜兴市下辖的一个乡镇级行政单位。

## 历史沿革
2006年7月20日，无锡市人民政府撤销宜兴市宜城镇，在原辖区基础上设立宜城街道办事处。

## 行政区划
宜城街道下辖以下地区：
茶东社区、荆东社区、和平社区、岳堤社区、民主社区、土城社区、新华社区、荆溪社区、宝东社区、阳羡社区、北虹社区、大同社区、曲坊社区、阳泉社区、溪隐社区、东山社区、城南社区、碓坊社区、东虹社区、宝塔社区、宜北社区、城北社区、唐公社区、袁桥社区、下漳社区、巷头社区、徐坝社区、文峰社区、长新社区、沧浦村、城东村、谈家干村、山林村和南园村。

## 交通
- 新长铁路：宜兴西站